# Vespaio

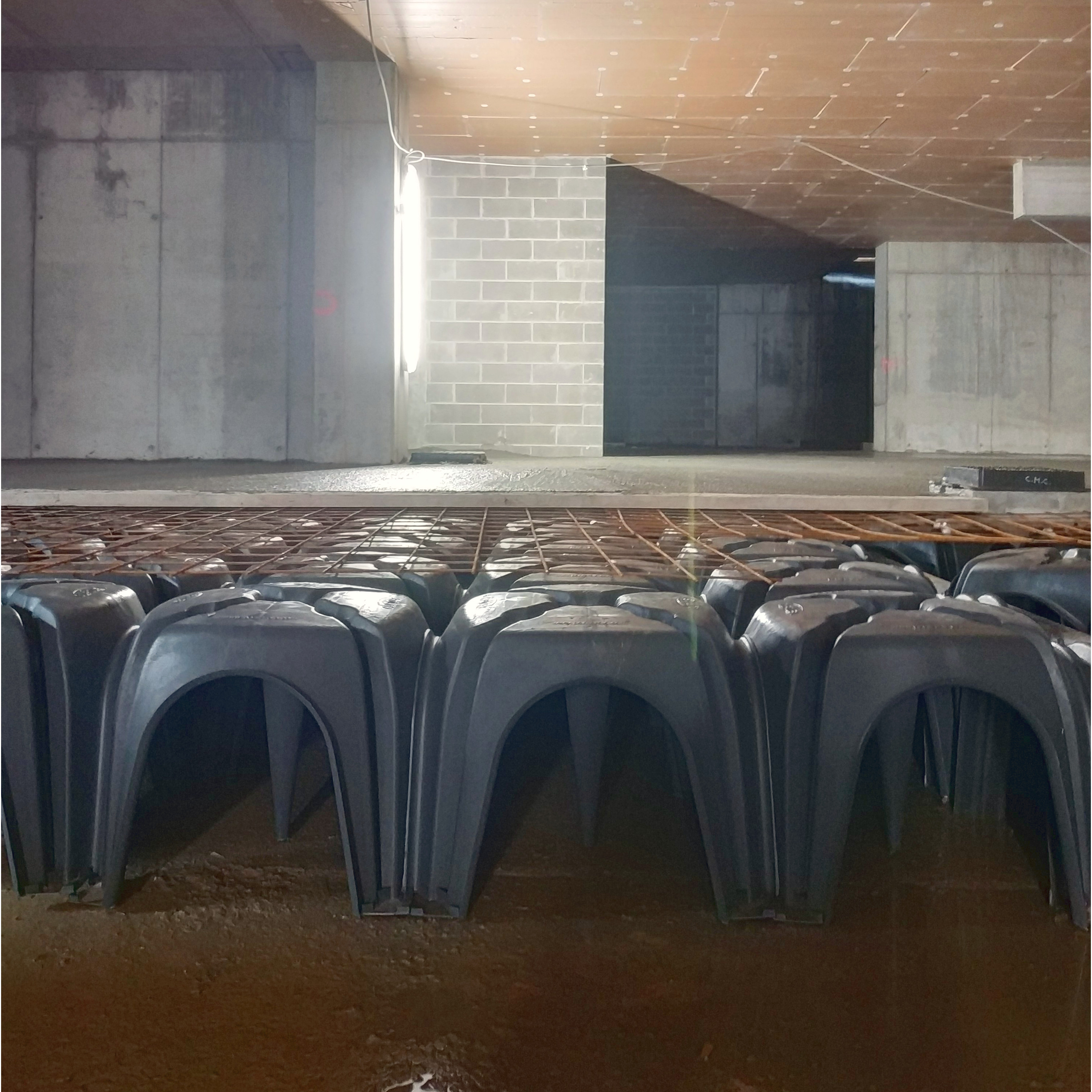
Applicazione di casseri a perdere per vespai aerati

Il vespaio o vespaio aerato o vespaio ventilato è il solaio di fondazione di un edificio, una camera d'aria, o comunque un vano isolante, che si realizza nelle costruzioni al fine di migliorare le condizioni dell'ambiente abitativo, in particolare al fine di separare la superficie di sedime dalla soletta abitabile inferiore così che non sia attinta da esalazioni, efflorescenze o altre contaminazioni, cioè separare il soffitto di un piano dal pavimento di quello superiore.
Da quando l'uomo ha cominciato a vivere in maniera sedentaria e quindi a costruire delle vere e proprie abitazioni, ha dovuto infatti fare i conti con l'umidità, che rendeva l'edificio freddo e insalubre. Per combatterla costruì in epoche antiche delle palafitte, ovvero capanne rialzate da terra mediante dei pali conficcati nel terreno: ciò permetteva anche di difendersi da inondazioni e dagli animali. In epoca romana, per ottenere degli spazi vuoti al di sotto degli edifici venivano utilizzate delle anfore (o più plausibilmente cocci delle stesse), che tuttora si ritrovano nel corso degli scavi archeologici.
Uno dei modi per eliminare l'umidità di risalita dal terreno è costruire delle camere ventilate mediante tavelloni appoggiati su muretti posti a breve distanza l'uno dall'altro, o su travi precompresse con sopra un aggetto in cemento armato, anche con tecniche bioedili. Questa struttura, tipica dell'architettura rustica, è detta gattaiolato, perché nei muretti vengono praticate aperture dette gattaiole il cui scopo è realizzare l'aerazione della struttura. Quest'ultima avviene mediante prese d'aria esterne (bocche di lupo).

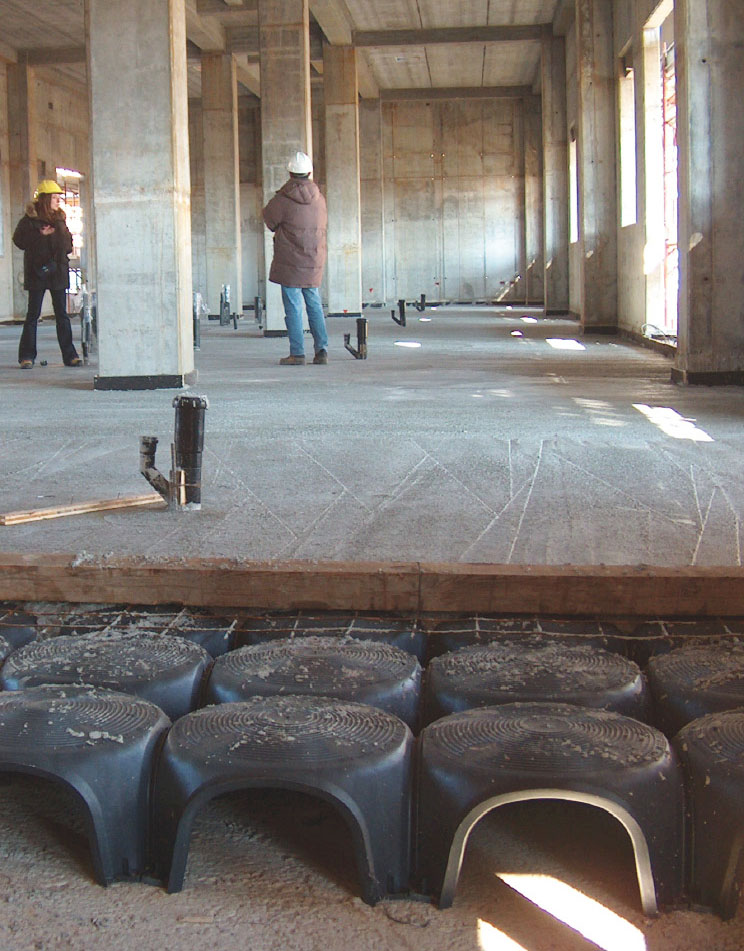
Applicazione di casseri a perdere per vespai ventilati

In alternativa si usava, e si usa tuttora, costruire un vespaio costituito di ciottolato o ghiaia grossa su cui appoggiare il successivo basamento dell'edificio.

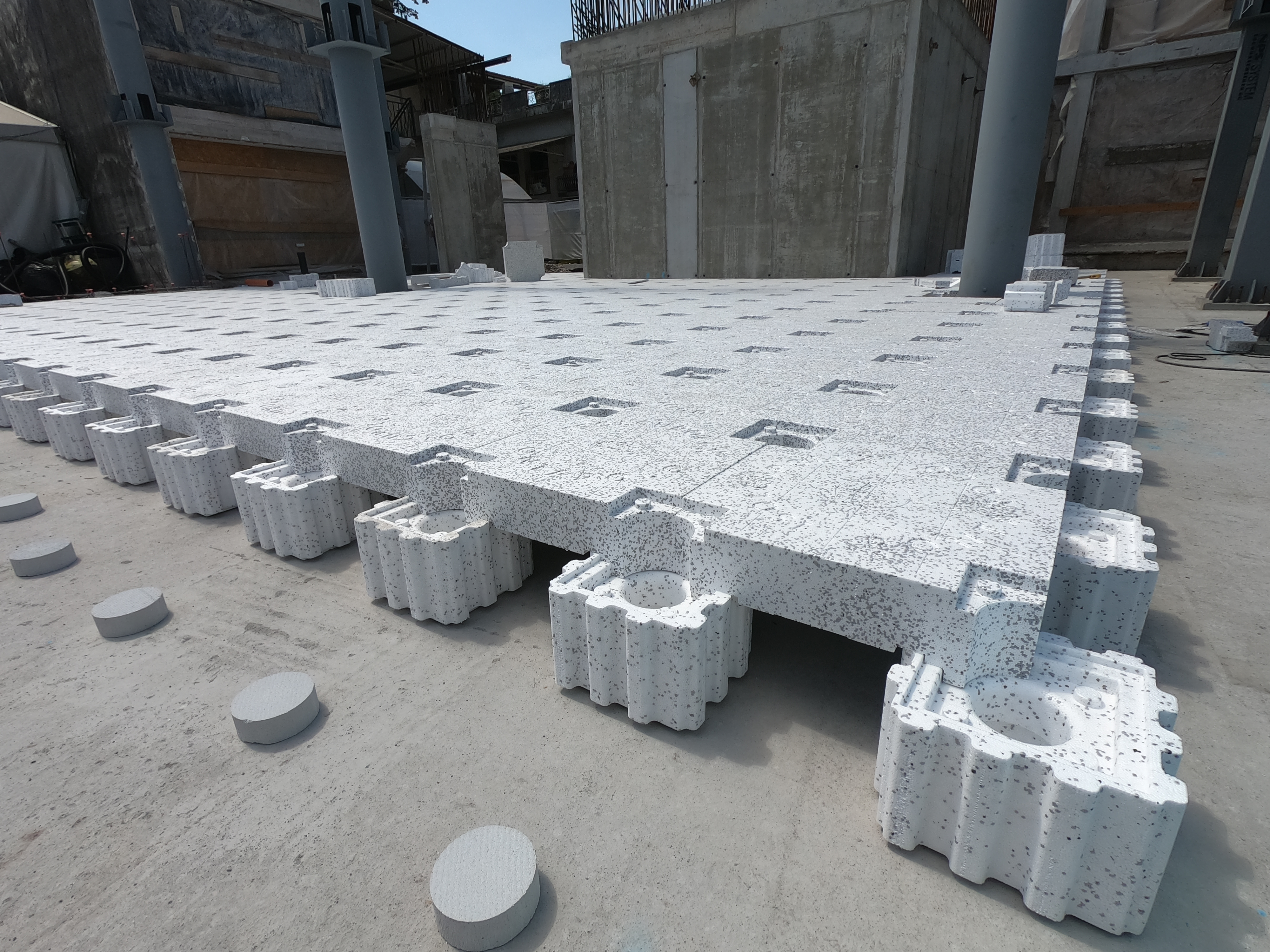
Vespaio isolato e ventilato

Il metodo di vespaio detto "iglù" (talvolta scritto "igloo") o "cupolex" è realizzato con casseri a perdere in plastica riciclata, sulla quale viene gettata una soletta in calcestruzzo armato di spessore variabile in funzione dei carichi, la quale poggia su dei pilastrini nei vuoti tra una cupola e l'altra. Sopra a tale vespaio è possibile posizionare una coibentazione integrata per l'isolamento termico utilizzando dei pannelli in EPS sagomati alla base e strutturati superiormente a nervature incrociate, ideali per accogliere le tubazioni degli impianti di riscaldamento e/o raffreddamento del pavimento. Recentemente sono stati sviluppati anche casseri in EPS (polistirolo espanso) che fungono contemporaneamente da sostegno e isolamento termico.

## Norme locali
La legge della Regione Friuli-Venezia Giulia n. 44 del 23 agosto 1985 rese obbligatoria la costruzione del vespaio aerato a seguito della scoperta che il gas radioattivo radon era ed è presente in Regione in gran quantità: questa pratica costruttiva impedisce di fatto il suo accumulo nei vani abitati. Per questo motivo in tale regione i vespai sono costruiti con accorgimenti particolari.

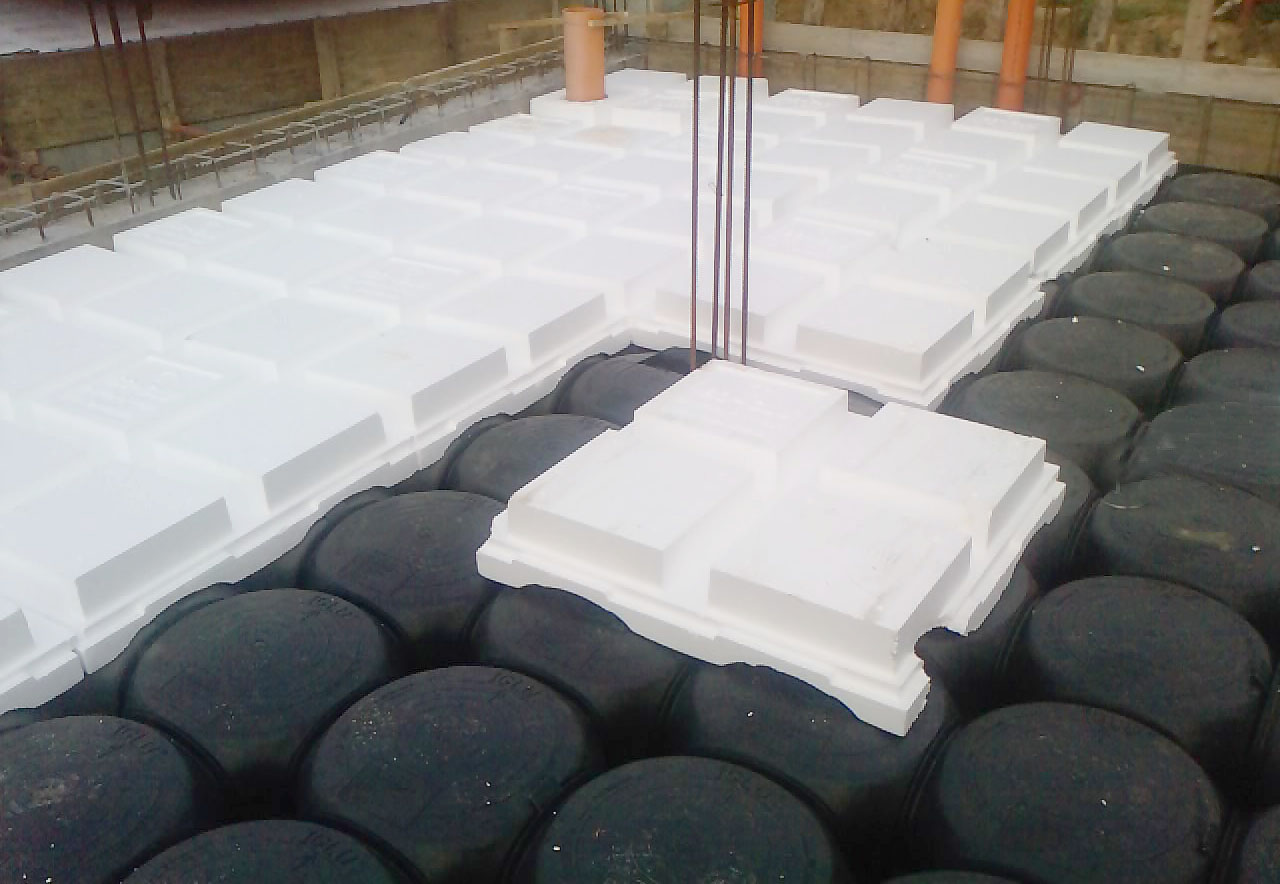
Vespaio coibentato con pannelli in EPS

Si tratta di casseforme modulari in plastica riciclata che posate e agganciate tra di loro fungono da cassaforma a perdere per la realizzazione di un piano orizzontale al di sotto del quale si forma una cavità ventilata. Il sistema è completato da pannelli in plastica che permettono di gettare le travi di fondazione insieme al pavimento rendendo ancora più rapida la realizzazione del vespaio. Il vuoto sanitario sottostante deve essere messo in collegamento con l'esterno tramite la creazione di opportune aperture sulle travi intermedie e sui cordoli perimetrali. Gli sfoghi con l'esterno posti a distanza compresa fra i 2,5 - 3 metri devono risultare a quote differenziate fra il lato caldo (generalmente sud per l'emisfero boreale) e il lato freddo (generalmente nord per l'emisfero boreale) per provocare una ventilazione naturale che permetta all'aria esterna di entrare dalle aperture poste sui lati più freddi, caricarsi del gas radon e uscire dal vespaio in base al noto effetto camino dalle aperture poste ad altezza maggiore (anche a tetto, se possibile) sui lati caldi.